# 衾宣旨
衾宣旨（ふすまのせんじ）は、平安時代から鎌倉時代にかけて、朝廷が検断権の一環として重罪人の逮捕を全国規模で指示する際に出された宣旨（ただし、宣旨以外の文書形式で出される場合もある）。

## 概要
元来、朝廷が追捕を命じる場合には「追捕官符」と呼ばれる太政官符が出されていたが、平安時代の11世紀に入ると、文書の形式が太政官符から宣旨へと変化している。こうした追捕に関する宣旨を衾宣旨と称するようになった。衾宣旨は、いわゆる「悪僧」などを逮捕するために出されることが多かったが、俗人に対して出されることもあり、延暦寺が対立した佐々木定綱に対する衾宣旨の発給を朝廷に要求し、実際に口宣案の形で鎌倉幕府に定綱の逮捕を命じる衾宣旨が出されている。また、罪科を理由として朝廷によって召喚された者がこれを拒否したり、逃亡したりした場合には、違勅として本来の罪科の内容を問わず、衾宣旨の対象にされた。さらに衾宣旨を発給する対象が特定の権門・地域に限定されず、国内のあらゆる階層を対象とした面において「追捕官符」よりも強い効力を有していた。これは12世紀に入ると、寺社が荘園の本所として独自の検断権を行使し、その末期には鎌倉幕府（鎌倉殿＝将軍）および守護・地頭の成立によって武家も独自の検断権を行使するようになったことに対抗して、「五畿七道」「諸寺諸山」など追捕を命じる対象を普遍化して、細分化された検断権を朝廷の下で引き続き保持しようとする努力のあらわれであったとみられている。もっとも、裏を返せば当時の朝廷が検断権を行使して追捕を実現するだけの十分な実力（軍事力・警察力）を欠いていたために衾宣旨が出されたとも言え、さらに当事者主義による自力救済が恒常化していた中世日本においては、紛争当事者の片方が実力行使の正当性を確保するために敵対者に対する衾宣旨を求める事例も珍しくは無かった。しかも、衾宣旨は日本全国を対象とし、かつその対象者は当時重大な罪とされていた違勅の罪に認定されたために相手が自己の勢力が及ばない地域に逃亡した場合であっても違勅を理由とした第三者による追捕が期待できる効果もあった。
形式としては右弁官が検非違使に対して発給する宣旨形式が通常であったが、諸国に出す場合には弁官下文、鎌倉幕府や六波羅探題に対しては口宣案の形式で出され、さらに御教書の形式で出される場合も想定され（『沙汰未練書』）、実際に御教書の形式に属する院宣が衾宣旨の代わりに出された事例もある。
「衾宣旨」の名前の由来については不明である。江戸時代に書かれた『松屋筆記』には寝具である衾が身体を覆うように、上（朝廷）から罪人を覆うように逮捕を命じる文書であったからとする説を載せている。また、将軍が天皇から節刀を授けられる際に内蔵寮が衾を支給したからとする説もあるが、どの説も確証はない。
元寇以後、鎌倉幕府の検断権の強化および悪党の台頭による寺社（本所）の検断機能の低下によって衾宣旨の価値が次第に低下し、六波羅探題における検断沙汰の一環として発給された衾御教書（ふすまのみきょうしょ）にとって代わる。ところが、元弘の乱が発生すると、鎌倉幕府の方から乱関係者の追捕のための衾宣旨を受けている。その後も、わずかながら衾宣旨の存在が確認できるが、室町時代に入ると、治罰宣旨が代わりに登場するようになった。